# Kommunala företagens samorganisation
Kommunala företagens samorganisation, KFS är en arbetsgivarorganisation för svenska företag som ägs av kommuner och landsting eller är helt eller delvis privatägda men arbetar nära kommuner.
KFS huvuduppgifter är att träffa centrala överenskommelser, arbeta för branschanpassning i kollektivavtalen, ge service i arbetsgivarfrågor och skydd vid konflikter. Om ett medlemsföretag drabbas av strejk eller annan stridsåtgärd kan företaget få ersättning ur KFS Konfliktfond.
Resultatet av KFS arbete är en rad branschavtalen som pensionsavtalet PA-KFS 09 och KFS Trygghetsavtal.